# Tigerair
Tigerair (ehemals Tiger Airways) war eine Billigfluggesellschaft aus Singapur mit Basis auf dem Flughafen Singapur. Sie war eine Tochtergesellschaft der Singapore Airlines.
Ihre ehemalige Schwestergesellschaft Tigerair Australia gehört mittlerweile zur Virgin Australia Holdings Ltd. und steuert neben Flugzielen in Australien auch den Flughafen Ngurah Rai in Indonesien an.

## Geschichte
Tigerair wurde am 12. Dezember 2003 unter dem Namen Tiger Airways gegründet und begann im September 2004 mit dem Flugbetrieb. Sie war wie ihre Schwestergesellschaft Tiger Airways Australia, zu 100 % im Besitz der Holding Tiger Aviation Group. 
Größter Anteilseigner war mit knapp 33 % Singapore Airlines. Der Gründer von Ryanair Tony Ryan hielt über die Beteiligungsgesellschaft Irlandia Investment 16 %, weitere 24 % hielt Bill Franke über die Indigo Partners LLC. Anteile in Höhe von 11 % hielt die Temasek Holdings. Tigerair war als erste Fluggesellschaft in das Budget-Terminal auf dem Changi International Airport in Singapur eingezogen.
Im August 2010 wurde die Gründung einer neuen Billigfluggesellschaft namens Thai Tiger bekannt gegeben. Das Joint Venture von Thai Airways International und Tigerair sollte Anfang 2011 den Flugbetrieb aufnehmen. Am 17. September 2011 wurde bekannt, dass Thai Airways das Gemeinschaftsunternehmen mit Tiger Airways aufgegeben hat.
Im Juli 2013 erhielt Tiger Airways ihren neuen Namen Tigerair, mit dem auch ein neues Corporate Design eingeführt wurde.
Gemeinsam mit China Airlines gründete Tigerair Holdings im Dezember 2013 das Joint Venture Tigerair Taiwan; der Erstflug führte am 24. September 2014 von Taipeh nach Singapur.
Per Juli 2017 fusioniert Singapore Airlines ihre beiden Tochtergesellschaften Scoot und Tigerair, dabei verschwindet die Marke Tigerair komplett, nur der IATA-Code TR wird als solcher von der neuen Tochter übernommen. Bis Mitte 2018 sollen alle Flugzeuge auf die Bemalung der Scoot umlackiert sein.

## Flugziele
Tigerair bot Ziele in Südost-, Ost- und Australasien an.

## Flotte

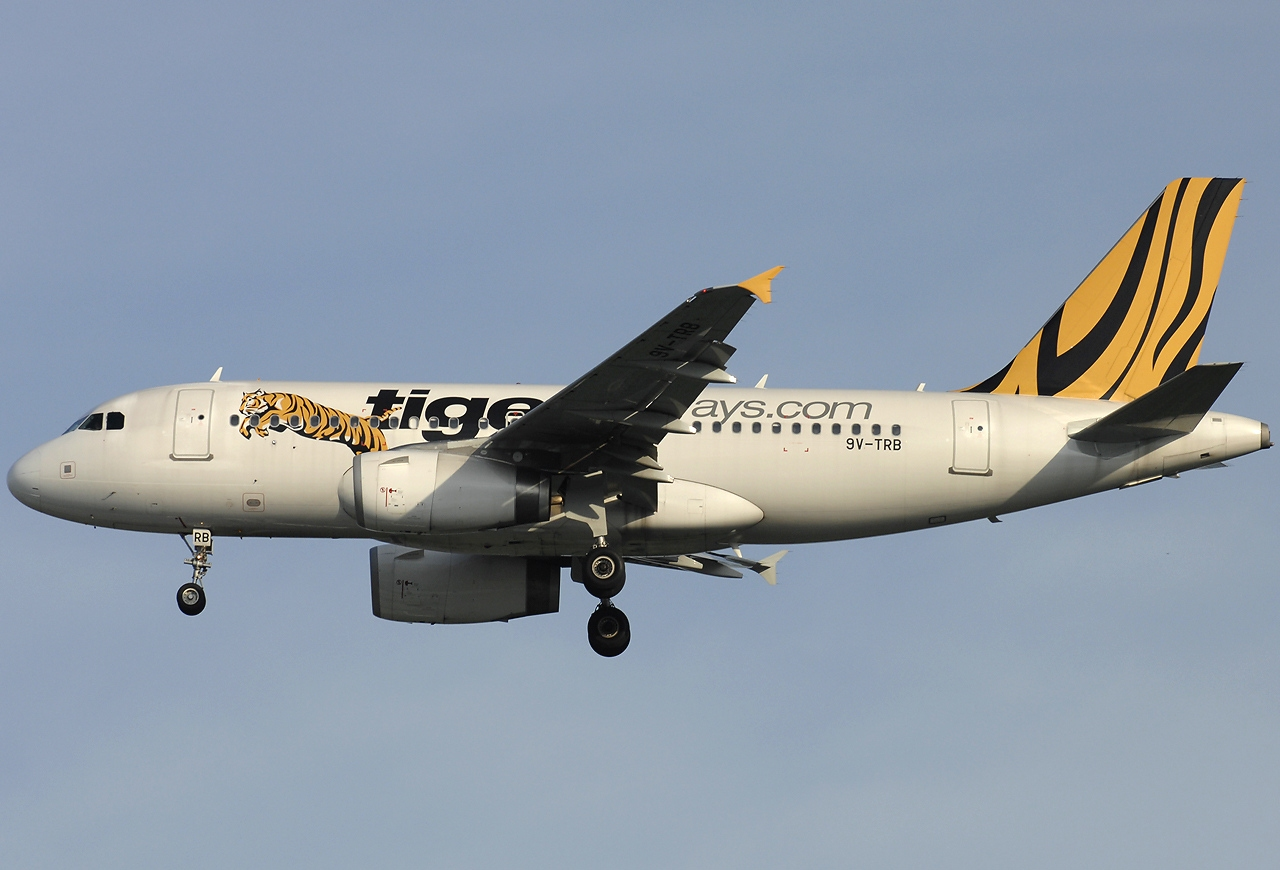
Airbus A319-100 der Tigerair im alten Farbschema

Mit Stand Juni 2017 bestand die Flotte der Tigerair aus 23 Flugzeugen mit einem Durchschnittsalter von 6,3 Jahren:
| Flugzeugtyp     | Anzahl | bestellt | Anmerkungen                  |
| --------------- | ------ | -------- | ---------------------------- |
| Airbus A319-100 | 02     |          |                              |
| Airbus A320-200 | 21     |          | 9 mit Sharklets ausgestattet |
| Airbus A320neo  |        | 37       | + 13 Optionen                |
| Gesamt          | 23     | 37       |                              |